# Tom Owens (basket-ball)
Pour les articles homonymes, voir Tom Owens et Owens.
Tom Owens, né le 28 juin 1949 à New York, est un joueur américain de basket-ball.

## Biographie
Pivot né dans le Bronx à New York, Tom Owens est formé au lycée de La Salle puis étudie à l'Université de Caroline du Sud. Drafté par en 58e position par Rockets de San Diego lors de la Draft ABA 1971, il joue cinq saisons (1971–1976) dans la ligue American Basketball Association, puis sept autres (1976–1983) en National Basketball Association successivement sous le maillot des Cougars de la Caroline, des Pros de Memphis, des Sounds de Memphis, des Spirits of St. Louis, des Colonels du Kentucky, des Pacers de l'Indiana, des Spurs de San Antonio, des Rockets de Houston (qui l'échangent le 10 août 1977 avec les Blazers Robin Jones), des Trail Blazers de Portland, de nouveau les Pacers de l'Indiana (qui l'échangent le 22 septembre 1982 avec les Pistons contre un second tour de draft 1984 qui sera Greg Wiltjer) et des Pistons de Détroit. Il cumule 9 898 points (11,3 par rencontre), 5 985 rebonds (6,8) et 1 533 passes décisives (1,7) dans sa carrière ABA et NBA.
Tom Owens est introduit au Hall of Fame de l'Université de Caroline du Sud en 2004. Durant ses trois saisons en NCAA, il mène l'ACC au rebond sachant qu'à cette époque, les freshmen n'étaient pas admis dans l'équipe première, il est le seul joueur à marquer au moins 1 000 points et capter au moins 1 000 rebonds en trois saisons d'éligibilité. Il inscrit le panier de la victoire pour les Gamecocks lors la première finale du tournoi de l'ACC en 1971.
Il a un fils, Thomas William Owens Jr., né le 21 octobre 1972.

## Draft 1984 de la NBA
Sur la fin de sa carrière, le 5 juin 1981, Tom Owens est impliqué dans un des transferts les plus déséquilibrés de l'histoire la NBA. Après la saison NBA 1980-1981, les Blazers le transfèrent aux Pacers, ce qui leur octroie le choix de la Draft 1984 de la NBA des Pacers. Owens ne reste qu'une année à Portland avant de rejoindre les Pistons pour sa dernière saison avant d'aller terminer sa carrière sportive avec deux saisons en Italie. Lors de la saison NBA 1983-1984, les Pacers finissent avec le plus mauvais bilan de la Conférence Est de la NBA, ce qui donne aux Blazers le premier ou le second choix de la Draft 1984 de la NBA dans une des sélections les plus richement dotées de l'histoire de la ligue. Houston ayant gagné le tirage au sort, Portland dispose du second choix et choisissent Sam Bowie au détriment de Michael Jordan, ce qui est considéré comme une des plus grandes erreurs d'appréciation de l'histoire du sport.